# Plagiaat
Plagiaat of letterdieverij is "het overnemen van stukken, gedachten, redeneringen van anderen en deze laten doorgaan voor eigen werk". Degene die plagiaat pleegt, is plagiator of plagiaris. Degene van wie het werk overgenomen is, wordt aangeduid als geplagieerde.
De schijn dat men het oogmerk heeft werk van een ander voor eigen werk door te laten gaan, neemt men weg door de bron te vermelden en door exact aan te geven wat er uit de bron is overgenomen. Vaak gaat plagiaat samen met het schenden van het auteursrecht (piraterij), maar dat is niet altijd het geval.

## Plagiaat in de Oudheid
In de klassieke oudheid werd plagiaat niet als onoorbaar gezien. Bij de Grieken en Romeinen stond het in hoog aanzien een werk van een groots voorganger te imiteren (imitatio). Wel moest een schrijver een eigen 'toets' aan het werk geven. Het werd als een kunst gezien iemands voorganger met originaliteit en verwerking van het onderwerp te overtreffen (aemulatio). Natuurlijk waren er ook schrijvers die, om er eer aan te behalen en eventueel geld te verdienen, een populair werk gewoonweg vertaalden of parafraseerden (interpretatio of translatio). Dergelijke schrijvers liet men meestal links liggen, maar van een straf voor dit soort plagiaat was geen sprake.

## In de wetenschap
In met name academische kringen wordt plagiaat als een doodzonde beschouwd. Het is een geldige reden voor het afkeuren van onder andere bachelorscripties, masterscripties en proefschriften. Promoties zijn weleens afgeblazen omdat de promovendus (soms zelfs zonder het te beseffen, bijvoorbeeld bij foute bronvermelding of onjuist citeren) plagiaat had gepleegd. Ook de carrière van hoogleraren kan door plagiaat geknakt worden. Voorbeelden hiervan zijn de plagiaataffaires van René Diekstra en H.Th. Colenbrander.
De grenzen van plagiaat zijn niet steeds scherp te trekken. Wetenschappelijke publicaties bouwen vaak voort op ideeën uit andere publicaties. Op ideeën berust geen auteursrecht en sommige ideeën zijn zozeer gemeengoed geworden dat hooguit beleefdheidshalve de oorspronkelijke bron vermeld behoeft te worden. Bij letterlijke citaten van meer dan een enkel woord is wel altijd een bronvermelding noodzakelijk.
Alle leerboeken voor een bepaald vak vertonen onvermijdelijk gelijkenis. Toen J.J. Hollebrand een leerboek economie had gepubliceerd en door Arnold Heertje, auteur van een bekend economieboek, werd aangeklaagd wegens auteursrechtinbreuk, moest de Hoge Raad eraan te pas komen om vast te stellen dat in zulke gevallen de grenzen voor inbreuk nauw moeten worden getrokken, en Hollenbrand dus geen blaam trof.

## Zelfplagiaat
Onder zelfplagiaat verstaat men het hergebruik van eigen werk in nieuw eigen werk. Dit kan variëren van het kopiëren van handige zinnetjes uit eerder werk tot het overnemen van gehele passages. Dit is in principe geen plagiaat, omdat men zich immers niet onrechtmatig eigen materiaal kan toe-eigenen; vandaar dat de term zelfplagiaat omstreden is.
Zelfplagiaat kan gezien worden als laakbaar wanneer het oorspronkelijke stuk medeauteurs had (die dan immers ook niet vermeld worden en wellicht wel tot het idee hadden bijgedragen), of wanneer men voor een tweede studie(richting) of promotie een scriptie of proefschrift grotendeels baseert op de eerste in de hoop er zo 'gemakkelijk van af te komen'. In het algemeen komt het zeer vaak voor dat men eigen werk in mindere of meerdere mate hergebruikt en wordt dit niet als laakbaar gezien.
Bronvermelding is wenselijk, doch niet noodzakelijk. In hoeverre er sprake is van discutabel gedrag, zal aan de hand van de omstandigheden moeten worden beoordeeld, onder andere het doel dat de betreffende passage dient in de nieuwe publicatie en de schade die het hergebruik doet aan andere wetenschappers of aan de wetenschap.

## Plagiaat versus auteursrecht
Plagiaat is niet altijd hetzelfde als het inbreuk maken op iemands auteursrecht. Als een schrijver een gedicht van Jacques Perk overneemt en doet voorkomen alsof hij het zelf heeft gemaakt, is dat geen inbreuk op diens auteursrecht, omdat deze schrijver al meer dan zeventig jaar dood is en er op het werk geen auteursrecht meer rust. Zijn werken behoren dus tot het publiek domein. Het is wel plagiaat.
Als iemand zonder toestemming van de rechthebbende een hoofdstuk van een levende schrijver publiceert en daarbij een bronvermelding opneemt en diegene als de auteur noemt, dan is het geen plagiaat, maar wel een schending van het auteursrecht. Citaten, mits voldoende beperkt, vormen geen schending van het auteursrecht. In 2006 besloot de rechter dat foto's in een proefschrift over architectuurgeschiedenis binnen de grenzen van het citaatrecht vallen.
Plagiaat wordt in essentie gepleegd in een andere rechtsverhouding dan auteursrechtinbreuk. Plagiaat is onfatsoenlijk, en mogelijk onrechtmatig tegenover het publiek, de opdrachtgever of de examinator, niet tegenover de auteur.

## Kunst en design
Ook in de kunst en design komt plagiaat veelvuldig voor, al is het soms moeilijker te bewijzen dat daar plagiaat gepleegd is met een bepaald kunstwerk of ontwerp. Zo werd een door Marcel Breuer ontworpen stoel door een Italiaanse fabrikant, op een paar details na, precies nagemaakt.
De moeilijkheid is hier, dat een bepaalde stijl op zeker moment in de mode is, en dan welhaast vanzelfsprekend wordt nagevolgd. Moreel gezien is dat veeleer een eerbetoon aan de baanbrekende kunstenaar die een nieuwe stijl introduceerde, dan plagiaat. Een stijl wordt op zichzelf niet door het auteursrecht beschermd, maar de grens is (ook) hier niet altijd makkelijk te trekken.
Voor auteursrechtinbreuk is ontlening nodig. Wie onafhankelijk tot eenzelfde werk komt, handelt niet onrechtmatig, al is dat wel onwaarschijnlijk, zeker als men bedenkt dat het auteursrecht over de vorm en niet slechts over het idee gaat. Toen Mattel, de fabrikant van Barbiepoppen bezwaar maakte toen ook een concurrent sexy poppen ging verkopen, hield de rechter zich aan dit beginsel, maar draaide wel de bewijslast om.
Is – op een vergelijkbare manier – onbewust plagiaat mogelijk? Voor wetenschappers wordt doorgaans aangenomen dat zij de plicht hebben om zich op de hoogte te stellen van de literatuur die er over hun onderwerp geschreven is door hun voorgangers, eenvoudigweg om een onderwerp behoorlijk te kunnen behandelen. Dan is het onwaarschijnlijk dat ze onbewust plagiaat plegen.

## Software voor plagiaatcontrole
Om plagiaat in het onderwijs te voorkomen, zijn onderwijsinstellingen de laatste jaren gebruik gaan maken van software. Bij deze automatische plagiaatcontrole wordt het te testen document vergeleken met vrij beschikbare documenten op het internet. De te controleren documenten worden hiervoor via een server doorgegeven, waarna de plagiaatcontrole gebeurt en een rapport wordt teruggezonden.
Een dergelijke controle is voor een student geen beletsel om andermans ideeën klakkeloos over te nemen. Het verschil met plagiaat is hierbij subtiel, omdat wetenschappers (en studenten) tot op zekere hoogte wel verplicht zijn om relevante ideeën van andere schrijvers over hun onderwerp te vermelden. Nemen zij ook de conclusies blindelings over, dan deugt dat niet.

## Film
In Azië en andere niet-westerse gebieden worden weleens grote kassuccessen uit Hollywood geplagieerd of geïmiteerd en andersom. Zo bestaat er een Turkse versie van Star Wars en gebruiken sommige Bollywoodfilms soundtracks en bepaalde scènes uit westerse films. Vaak blijft dit plagiaat onbestraft, omdat men in het Westen veelal van het bestaan van deze films geen weet heeft.
Opnieuw dient men te bedenken dat plagiaat iets anders is dan auteursrechtinbreuk. Bij plagiaat is het uitsluitend de vraag of het publiek bedrogen wordt met de pretentie van een origineel werk. Dit is niet alleen het geval in de genoemde voorbeelden uit Turkije en India, maar gebeurt ook vaak in Hollywood, zoals bij Vanilla Sky (Abre los ojos), Solaris (Russisch) of The Ring (Japans). Bij auteursrechtinbreuk gaat het om de vraag of de oorspronkelijke maker in Hollywood wordt bedrogen, en niet het geld krijgt waar hij recht op heeft. Daarbij moet men bedenken dat een bepaalde stijl op zichzelf niet door het auteursrecht wordt beschermd. Pure namaak is verwerpelijk, maar het navolgen van een bepaalde stijl is eerder regel dan uitzondering in uitingen van cultuur en amusement.

## Muziek
In de muziekwereld komen veel beschuldigingen van plagiaat voor, ook al omdat heel veel nummers covers zijn van oudere liedjes. Vroeger speelden muzikanten weleens een melodietje of tekstregels na uit een ouder nummer. Vooral de blueszangers uit de jaren 20 en 30 van de 20e eeuw deden dit geregeld. Een fenomeen dat sinds de opkomst van de hiphop in de jaren 70 inmiddels gemeengoed is geworden is de sample, waarbij fragmenten van een oude muziekopname worden geremixt in een nieuw lied. Muzikanten die teren op het gebruik van samples zijn vaak beschuldigd van plagiaat, ook al hebben ze de oorspronkelijke artiest hiervoor goed betaald. Alhoewel hits die het van samples moeten hebben meestal de oorspronkelijke auteur vermelden in de hoesteksten, worden hun covers en samples niet altijd als dusdanig gepresenteerd. Rihanna's lied "Please Don't Stop the Music bevat bijvoorbeeld een passage uit Michael Jackson's Wanna Be Startin' Somethin'. Dit wordt er nooit bijgezegd wanneer het nummer op de radio of televisie genoemd wordt.
Andere manieren waarop oude muziek kan worden hergebruikt zijn de mash-up, waarbij de tekst van één nummer wordt vermengd met de melodie van een ander nummer, en de medley, waarbij korte fragmenten van verschillende liedjes in één lied worden verweven. Aangezien dit meestal originele nieuwe samenstellingen zijn, betreft het hier meestal geen plagiaat.
In bepaalde perioden (van barok tot jazz) wordt het citeren ook wel als een eerbetoon opgevat. Mits het voldoende duidelijk is, is dit geen plagiaat omdat het geen valse pretenties heeft, en hoeft het ook geen auteursrechtinbreuk te zijn als de "auteur" (componist) ermee instemt, al dan niet impliciet.

## Verschillen met parodie en andere zaken
Plagiaat vindt plaats wanneer iemand letterlijk passages of een volledig werk van een andere auteur of artiest overneemt en dan doet alsof hij het zelf heeft bedacht. Bij piraterij (intellectuele eigendomsrechten) en bootleggings wordt een oorspronkelijk werk van een bekend artiest uitgebracht zonder dat de oorspronkelijke artiest hiervoor toestemming heeft gegeven. Het is vergelijkbaar met vervalsing. Auteursrechtinbreuk is in bepaalde gevallen een misdaad. Plagiaat is dat niet.
Een kunstenaar of artiest kan ook elementen van het werk van iemand anders gebruiken op een originele en nieuwe manier. Een pastiche imiteert de stijl van een ander en vermengt die met de eigen stijl. Zo is de film Kill Bill in sommige scènes stilistisch een pastiche op de Aziatische actiefilms uit de jaren 70 van de 20e eeuw, bedoeld als ode, hommage of eerbetoon. Sommige pastiches worden vooral geïnspireerd door het grote succes van een beroemd cultureel fenomeen. Toen de erotische film Emmanuelle en haar vervolgen internationaal succes hadden, begonnen andere studio's soortgelijke films te maken, maar onder naam de "Emanuelle" (met een "m" minder) om beschuldigingen van plagiaat te vermijden. Een parodie is ook een imitatie, maar met het doel het origineel belachelijk te maken. In The Simpsons worden bijvoorbeeld vaak beroemde filmscènes belachelijk gemaakt. Een verwijzing is bedoeld als een amusant knipoogje naar andermans werk. In de klassieke muziek verwijst men weleens via een muzikale quotatie naar een andere componist. Een bekend voorbeeld is Concert voor orkest van Béla Bartók, waar in het vierde segment kort verwezen wordt naar Dmitri Sjostakovitsj' 7de symfonie.
Soms schrijft een auteur anoniem een boek dat dan onder de naam van een andere schrijver wordt uitgebracht. Als de auteur dit vrijwillig doet spreekt men van een ghostwriter.
Een cross-over kan bepaalde personages uit verschillende werken bij elkaar brengen in nieuwe combinaties. Soms doet een auteur dit met figuren uit twee van zijn eigen reeksen. Zo maakte de studio Hanna-Barbera ooit een aflevering waarin The Flintstones The Jetsons ontmoeten. Twee auteurs kunnen ook samenwerken, zoals bijvoorbeeld striptekenaars Willy Linthout en Merho, die hun figuren samen lieten optreden in het album Kiekebanus. Ook bestaan er cross-overs waar een stel figuren uit andere reeksen bij elkaar worden gebracht, zonder toestemming van de oorspronkelijke auteurs. Voorbeelden zijn Paniek in Stripland en de Imaginationland-trilogie van South Park. Deze cross-overs vallen meestal onder de noemer parodie of satire en de makers kunnen dus niet vervolgd worden.
Beginnende kunstenaars en artiesten imiteren altijd noodgedwongen hun grote voorbeelden. Ze moeten het vak nog leren en laten zich daarom inspireren door mensen die er al een langere professionele carrière op hebben zitten. Daarom is het vroege werk van veel kunstenaars en artiesten meestal nog niet zo persoonlijk en zijn de invloeden nog erg zichtbaar. Zo tekende Willy Vandersteen in zijn strip Suske en Wiske verschillende prentjes over uit de Amerikaanse strip Prince Valiant. De koningin van Onderland uit de strip Jommeke is duidelijk afgekeken van de Boze Koningin uit de Disneyfilm Sneeuwwitje en de zeven dwergen (1937). Liefhebbers van bepaalde boeken en tv-series schrijven ook weleens eigen verhalen rond hun favoriete reeks: fanfictie.